# Strokalkkopje
Het strokalkkopje (Physarum didermoides) is een slijmzwam behorend tot de familie Physaraceae. Het leeft saprotroof op kruidachtige delen van loofbomen en struiken.

## Kenmerken

### Uiterlijke kenmerken
Het is te herkennen aan het dubbel peridium, de kleine kalklichamen in het capillitium. De sporen zijn in bulk zwart en met doorvallend licht donker paarsbruin. Het hypothallus is wit.
Het plasmodium is wit of lichtgrijs. 

### Microscopische kenmerken
De sporen meten 12 tot 15 µm in diameter, zijn fijnstekelig, soms hoekig of onregelmatig van vorm.

## Verspreiding
Het strokalkkopje komt voor in Europa, Noord-, Midden en Zuid-Amerika en soms hier buiten. In Nederland komt het zeldzaam voor.